# Eduardo Nayap Kinin
Eduardo Nayap Kinin (El Cenepa, Amazonas, 5 de julio de 1956) es un político y teólogo peruano de ascendencia awajún. Fue congresista de la república por Amazonas durante el periodo 2011-2016, siendo el primer congresista proveniente del pueblo awajún en la historia del Perú.

## Biografía
Eduardo Nayap nació el 5 de julio de 1956 en El Cenepa, ciudad ubicada en la provincia de Condorcanqui del departamento de Amazonas en Perú. Es nativo de la etnia awajún.
Realizó sus estudios primarios en la escuela Miguel Grau (del Ejército de Salvación) y secundarios en el colegio militar Ramón Castilla, ambos en Trujillo. 
En enero del 2011 obtuvo el título de licenciado en Teología por el Seminario Nazareno de Las Américas de Costa Rica.

### Trayectoria
Dedicado a la teología, se radicó en Costa Rica, donde trabajó como encargado de área de organización y capacitación campesina para la Comunidad Económica Europea, en la localidad de Puntarenas, entre los años 1994 y 2008. También fue responsable del área de compromiso cristiano de Visión Mundial Internacional (1999-2004) e investigador de estudios sociales, económicos y políticos en Humanitas de Costa Rica (2007-2010), ambos en la ciudad de San José de Costa Rica; así como profesor de Biblia en la localidad de Alajuela entre 2005 y 2006.

## Vida política

### Congresista de la República
En el año 2010, Eduardo Nayap decidió incursionar en la política peruana como candidato de su natal Amazonas al Congreso de la República por Gana Perú, alianza política liderada por Ollanta Humala. Nayap participó en las elecciones parlamentarias y dentro de sus propuestas señaló investigar el Baguazo, masacre policial ocurrida durante el segundo gobierno aprista.
Finalmente en abril de ese mismo año, Eduardo Nayap logró salir electo como congresista de la república para el periodo parlamentario 2011-2016 con 17,556 votos de preferencia, hecho que también generó notoriedad debido a que Nayap se convirtió a la vez en el primer congresista peruano proveniente del pueblo awajún.
En el parlamento ejerció como secretario de la Comisión de la Mujer, vicepresidente de la Comisión de Pueblos Andinos, vicepresidente de la Comisión de Salud y presidente de la Comisión de Inclusión Social. Como congresista se caracterizó por su apoyo a la comunidad awajún, presentando un pedido de indemnización al país Chile por mostrar burlas de tono racista hacia Aroldo Miveco, nativo de la etnia amazónica peruana bora.

### Actividades posteriores
Tras dejar su cargo de congresista, Eduardo Nayap participó luego en las elecciones regionales del año 2018 como candidato a la presidencia del Gobierno Regional de Amazonas por el Movimiento Regional Energía Comunal Amazónica, quedando en el quinto lugar con el 9.28 % de votos.
En el año 2020 se afilió a Podemos Perú, partido político de José Luna Gálvez y postuló nuevamente al Congreso de la República en las elecciones parlamentarias del año 2021 en las que no tuvo éxito.